# Linus Schütz
Linus Schütz (* 28. Juli 1993 in Stuttgart) ist ein deutscher Schauspieler.

## Leben
Linus Schütz wuchs in Essen auf, wo er schon früh Tanz- und Schauspielunterricht erhielt. Ab Herbst 2014 studierte er Schauspiel an der Folkwang Universität der Künste. 2016 erhielt er für seine weitere Ausbildung ein Begabtenstipendium der Studienstiftung des deutschen Volkes. Anfang 2018 schloss er an der Folkwang Universität der Künste sein Studium mit dem Schauspieldiplom ab. Für das Theaterprojekt Bonnie & Clyde, welches er mit seiner Mitstudentin Cynthia Cosima Erhardt entwickelte und als Abschluss- und Diplomstück aufführte, wurde er 2018 mit dem Folkwang-Preis ausgezeichnet. Von Februar bis Mai 2018 studierte er mit einem Auslandsstipendium als Post Graduate am Susan Batson Acting Studio in New York City.
Während seines Schauspielstudiums hatte Schütz bereits einige Theater- und Filmrollen. 2016 gastierte er bei den Ruhrfestspielen Recklinghausen in Romeo Castelluccis Orestie-Inszenierung als Hermes. Als Claudio in Viel Lärm um nichts trat er 2016 beim „Shakespeare-Festival“ in Essen auf. Mit dieser Produktion gastierte er im Rahmen des künstlerischen Austauschprogramms mit der Drama Academy Ramallah am Al-Kasaba Theater in Ramallah (Palästina). In der Spielzeit 2016/17 gastierte Linus Schütz am Schauspielhaus Bochum in dem Stück Homo Empathicus von Rebekka Kricheldorf. Ab Juni 2017 spielte er am Residenztheater München in Noah Haidles Theaterstück Alles muss glänzen (Regie: Tom Feichtinger).
Seit der Spielzeit 2018/19 ist Schütz festes Ensemblemitglied am Hessischen Staatstheater Wiesbaden. Dort spielte er in seiner ersten Spielzeit die Hauptrolle des Giovanni in Schade, dass sie eine Hure war von John Ford, den Neffen Camille Chandebise in der Salonkomödie Der Floh im Ohr von Georges Feydeau und Sebastian, Violas Bruder, in Was ihr wollt, jeweils in Premierenproduktionen; außerdem übernahm er die Rolle des Klein in der seit Ende 2017 laufenden Inszenierung von Arsen und Spitzenhäubchen (Regie: Ulrike Arnold).
Seit 2011 steht Schütz auch regelmäßig für Film- und TV-Produktion vor der Kamera. In dem Fernsehfilm Halbe Hundert (2012) war er der Filmsohn von Johanna Gastdorf in ihrer Rolle als Hausfrau Charlotte Merian. In Adolf Winkelmanns Ruhrgebietsfilm Junges Licht hatte er eine Nebenrolle als Mopedfahrer Jonny; er war der ältere Lover der 15-jährigen Nachbarstochter Marusha. Im März 2017 war er in der ZDF-Serie Bettys Diagnose in einer Episodenhauptrolle zu sehen; er verkörperte den Parkourläufer Martin Landmark, der sich den Mittelfuß gebrochen hat und gesundheitlich in große Gefahr gerät. In dem „ZDF-Herzkino“-Fernsehfilm Die Braut vom Götakanal (Erstausstrahlung: Oktober 2018) aus der Inga-Lindström-Fernsehreihe spielte Linus Schütz eine Nebenrolle als Viktor; er war der Bruder des Bräutigams (Felix Everding) und zukünftige Schwager der weiblichen Hauptfigur, der heimlich in die Schwester der Braut verliebt ist. In der 7. Staffel der ZDF-Serie Heldt (2019) übernahm er eine der Episodenrollen als tatverdächtiger Ex-Freund eines Überfallopfers. In der 13. Staffel der ZDF-Serie SOKO Stuttgart (2021) war Schütz in einer Episodenrolle als tatverdächtiger Gemüsebauer Timo Koschke zu sehen.
Schütz lebt in Wiesbaden.

## Filmografie (Auswahl)
- 2012: Halbe Hundert (Fernsehfilm)
- 2013: Der letzte Bulle: Wer zu hoch fliegt (Fernsehserie, eine Folge)
- 2016: Junges Licht (Kinofilm)
- 2017: Bettys Diagnose: Verstand und Gefühl (Fernsehserie, eine Folge)
- 2018: Inga Lindström – Die Braut vom Götakanal (Fernsehreihe)
- 2019: Heldt: Die Sagenjäger (Fernsehserie, eine Folge)
- 2019: Ein Fall für zwei: Adem (Fernsehserie, eine Folge)
- 2021: SOKO Stuttgart: Teams (Fernsehserie, eine Folge)